# Allauch
Allauch är en kommun i departementet Bouches-du-Rhône i regionen Provence-Alpes-Côte d'Azur i sydöstra Frankrike. Kommunen ligger  i kantonen Allauch som ligger i arrondissementet Istres. År 2022 hade Allauch 21 404 invånare.

## Befolkningsutveckling
Antalet invånare i kommunen Allauch
Referens:INSEE